# Yórgos Ioannídis
Yeóryios Ioannídis (grec moderne : Γεώργιος Ιωαννίδης), ou Yórgos Ioannídis (Γιώργος Ιωαννίδης), né le 4 mai 1988 à Serrès, un footballeur grec.

## Carrière
Ioannídis est formé dès l'âge de quatorze ans à l'Iraklis Thessalonique où il fait quatre saisons avec les différentes équipes espoirs de l'équipe. Il arrive lors de la saison 2006-2007 et le club fait une mauvaise saison, terminant treizième. Pendant trois saisons, l'Iraklis se stabilise à la dixième place.
En 2007, il participe au Championnat d'Europe de football des moins de 19 ans où la Grèce échoue en finale.
En 2010, il est transféré au Panathinaïkos. Sa première saison sous les couleurs vertes d'Athènes se terminent par onze matchs disputés. Néanmoins, il est très peu utilisé en 2011-2012 et quitte le club. Après un rapide passage par l'OFI Crète, où il inscrit les deux premiers buts de sa carrière professionnelle, il signe avec l'APO Levadiakos.

## Palmarès
Néant